# ديفون هال
ديفون هال (7 يوليو 1995 بفرجينيا بيتش في الولايات المتحدة - ) (بالإنجليزية: Devon Hall)‏ هو لاعب كرة سلة أمريكي في مركز مدافع مسدد الهدف. لعب مع خيالة فرجينيا ‏.

## وصلات خارجية
- ديفون هال على موقع الدوري الأوروبي لكرة السلة (الإنجليزية)
- ديفون هال على موقع إن بي أي (الإنجليزية)
- ديفون هال على موقع سبورتس رفرنس (الإنجليزية)
- ديفون هال على موقع كرة السلة الأوروبية.كوم (الإنجليزية)
- ديفون هال على موقع إي إس بي إن.كوم (الإنجليزية)
- ديفون هال على موقع كلية كرة السلة في سبورتس رفرنس.كوم (الإنجليزية)
- ديفون هال على موقع ريلجم (الإنجليزية)
- ديفون هال على موقع بروبوليرز (الإنجليزية)
- ديفون هال على موقع سبورتس رفرنس (الإنجليزية)
- ديفون هال على موقع سبورتس رفرنس (الإنجليزية)